# Josefa Menéndez Amor
Josefa Menéndez Amor (Tineo, Asturias, 5 de octubre de 1916–Madrid, 20 de julio de 1985) fue una geóloga y paleontóloga española especializada en paleobotánica y palinología, conocida también por sus trabajos en arqueología.

## Biografía
Nacida en Tineo en 1916, se licenció en farmacia en 1940 en la Universidad Central de Madrid, donde luego fue también profesora ayudante. Posteriormente estudió ciencias naturales, licenciándose en 1946. En 1952 recibe el Premio Extraordinario por su Doctorado en Ciencias Naturales.
Su actividad investigadora fue precursora en la península ibérica en cuanto a estudios de palinología y paleobotánica, específicamente los sedimentos de turberas cuaternarias.
Trabajó en el Consejo Superior de Investigaciones Científicas, aunque también en paralelo continuó con su actividad docente en la Universidad Complutense de Madrid, donde dirigió múltiples tesis de licenciatura y doctorales, llegando a ser catedrática de Paleontología en 1984.
Realizó frecuentes colaboraciones con arqueólogos, en compañía de Frans Florschütz. Analizan los pólenes de Torralba, las terrazas de Villaverde Bajo, Ereta del Pedregal (Valencia) y Cuevas del Toll. Estas colaboraciones han tenido su continuidad hasta la actualidad a través de Blanca Ruiz Zapata.